# Salma de Nora
Salma de Nora (Madrid, 16 de juny de 1979) és una actriu pornogràfica espanyola.
Salma de Nora va iniciar la seva carrera com a actriu porno al desembre del 2003 després de visitar el Festival Venus de Alemanya.

## Premis
- Escena de sexe més original al festival FICEB 2006 (Café Diablo) with Max Cortés & Dunia Montenegro[3]
- 2007 Eroticline Awards - Empresària amb èxit de l'Any Europa[4][5]
- Actriu amb més èxit d'Europa al Festival de Berlín 2007.[6]
- Millor Actriu Espanyola al FICEB 2008.[7][8]
- Premi Turia a la millor actriu porno europea 2008.[9]